# Paraire

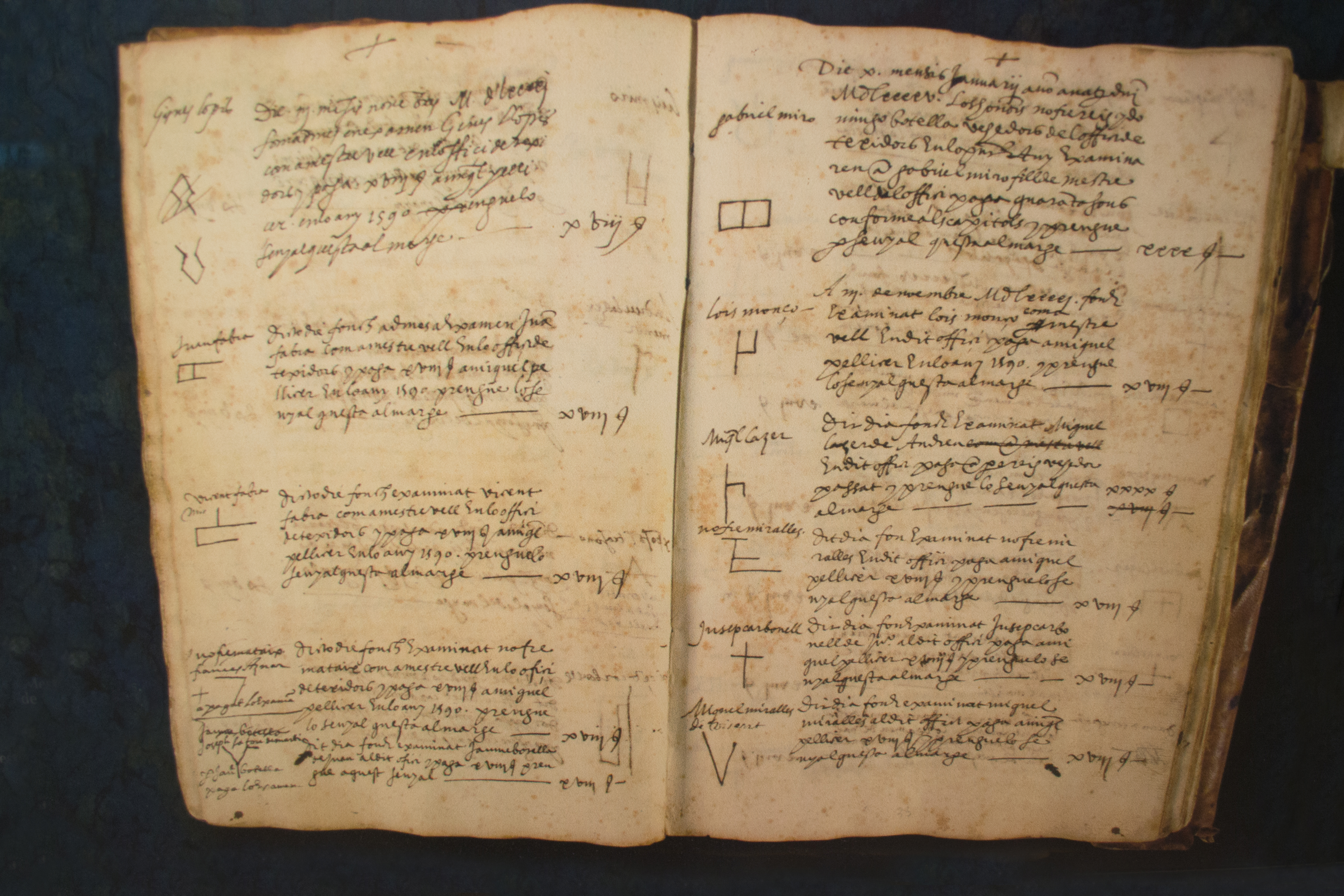
Registre dels exàmens dels Mestres Paraires. Arxiu de la Reial Fàbrica de Draps. Segle XVI. Museu Arqueològic Municipal d'Alcoi.

Un paraire era un menestral que antany tenia com a ofici preparar la llana per al seu teixit. L'ofici, actualment en desús per la industrialització de la producció tèxtil, implicava preparar la llana per a treure les seves impureses i estirar-la. El procés consistia a emboscar, rentar i cardar la llana, i, posteriorment, a amolinar, perxar, estirar i apuntalar-la.
El paraire o «senyor del drap» comptava amb els batedors o els abaixadors com a ajudants.

## Història
La seva existència a Catalunya està documentada de l'any 1100. Del segle XIII ençà, i fins a començament del segle xix, la figura del paraire fou essencial en la indústria tèxtil estesa per tot Catalunya. Només a Puigcerdà el 1345 hi vivien cent trenta paraires.
De l'època medieval ençà, els paraires van organitzar-se en col·legis o confraries. Les primeres confraries de paraires van sorgir a Barcelona, Girona, Mallorca i Perpinyà, i posteriorment a Lleida, Tortosa, Manresa i Terrassa. Després, aquestes confraries es van estendre per Sabadell, Olot, Valls i Igualada.
A Mallorca, el col·legi dels paraires era el més important, el més nombrós i el més ric de tots els col·legis de menestrals. Sembla que les ordinacions més antigues són de 1315, de manera que era també un dels col·legis més antics de l'illa. El 1342, els paraires declararen santa Praxedis com a patrona del seu col·legi; més endavant, però, a final de segle, el col·legi s'acollí sota la protecció de sant Bartomeu, i el declararen patró. Així, li dedicaren una capella a l'església de Santa Creu, i el 1379 feren construir un retaule obra de Llorenç Torquella i Pere Marçol. Actualment, a la clau de volta de la capella (devora l'altar major) s'hi pot veure l'escut dels paraires, que consisteix en unes tisores d'abaixar entre dues cardes, i al trespol es conserva la làpida sepulcral dels membres del col·legi que hi són enterrats.
D'altra banda, la major part de paraires tenien l'obrador a la parròquia de Sant Nicolau, al carrer anomenat, precisament, carrer dels Paraires, i la sala del col·legi estava situada al carrer de Sant Nicolau, just davant l'església. Els paraires també posseïen una propietat extramurs, vora el llit de la Riera, on estiraven i assecaven les teles, motiu pel qual prengué el nom de Tirador, on el segle XX es construí el Velòdrom del Tirador.
A partir del segle XVI els paraires de diverses viles de Mallorca començaren a segregar-se del col·legi de la ciutat. Així, el 1589 els d'Artà constituïren el seu propi col·legi, sota patronat de sant Sebastià, i el 1590 se segregaren els d'Inca, sota la protecció de la Mare de Déu de Gràcia. Seguiren els de Manacor (1596, sant Bartomeu), Pollença (1596, sant Joan Baptista), Llucmajor (1664), Felanitx (1684, sant Francesc de Paula) i Sóller (final del segle xvii, sant Cosme i sant Damià).
A partir del segle xix va ser substituït per la figura de l'empresari tèxtil industrial.